# Bart D. Ehrman
Bart Denton Ehrman (* 5. října 1955 Lawrence) je americký vědec zaměřující se na textovou kritiku Nového zákona, historického Ježíše a počátky a vývoj raného křesťanství. Napsal a redigoval 30 knih, včetně tří vysokoškolských učebnic. Je také autorem šesti bestsellerů podle The New York Times. Je profesorem náboženských studií na University of North Karolina v Chapel Hill.

## Život

### Dospívání
Ehrman se narodil 5. října 1955 v Lawrence v Kansasu, a následně tam vyrostl, než začal navštěvovat Lawrence High School, kde byl v roce 1973 v debatním týmu. Později začal studovat Bibli, biblickou teologii a biblické jazyky na Moody Bible Institute, kde v roce 1976 získal diplom školy. Bakalářský titul získal na Wheaton College v Illinois v roce 1978. Později získal titul MDiv na Princeton Theological Seminary v roce 1981 a PhD v roce 1985, kde studoval textovou kritiku Bible, vývoj kánonu Nového zákona a apokryfy Nového zákona pod vedením Bruce Metzgera. 

### Kariéra
Ehrman byl vychován v Episkopální církvi; jako teenager se stal znovuzrozeným evangelíkem. V knize Misquoting Jesus (Chybně citovaný Ježíš) líčí, že si byl ve svém mladistvém nadšení jist, že Bůh inspiroval celé znění Bible a chránil její texty před všemi omyly. Jeho touha porozumět původním slovům Bible ho přivedla ke studiu starověkých jazyků, zejména řečtiny, a textové kritiky. Během studií na Princetonu však nabyl přesvědčení, že v biblických rukopisech jsou rozpory a nesrovnalosti, které nelze vzájemně sladit: 
Ze všech sil jsem se držel své víry, že Bible je bezchybné inspirované slovo Boží a to trvalo asi dva roky  [...] Uvědomil jsem si, že v té době jsme měli více než 5 000 rukopisů Nového zákona a žádné dva z nich nejsou úplně stejné. Písaři je měnili, někdy ve velkém, ale mnohokrát v malém. A nakonec mě napadlo, že pokud jsem si opravdu myslel, že Bůh inspiroval tento text  [...] Jestliže si dal práci s inspirací textu, proč si nedal práci s uchováním textu? Proč dovolil písařům, aby jej změnili? 
Následně se proměnil v liberálního křesťana, který zůstal v biskupské církvi 15 let, ale později se stal agnostickým ateistou poté, co se potýkal s filozofickými problémem zla a utrpení.
Ehrman se po celých Spojených státech účastnil mnoha veřejných debat.

### Knihy
Ehrman psal o otázkách Nového zákona a raného křesťanství na akademické i populární úrovni, z velké části na základě textové kritiky Nového zákona. Jeho třicet knih zahrnuje tři vysokoškolské učebnice a šest bestsellerů (podle New York Times): Misquoting Jesus (Chybně citovaný Ježíš), Jesus, Interrupted (Interupce Ježíše),  God's Problem (Boží problém), Forged (Padělané), How Jesus Became God (Jak se Ježíš stal Bohem) a The Triumph of Christianity (Triumf křesťanství).  Prodalo se více než dva miliony výtisků jeho knih a jeho knihy byly přeloženy do 27 jazyků.
V knize Jesus: Apocalyptic Prophet of the New Millennium (Ježíš: apokalyptický prorok nového tisíciletí) Ehrman souhlasí s tezí Alberta Schweitzera, že Ježíš byl židovský apokalyptický kazatel a že jeho hlavním poselstvím bylo, že konec časů je blízko, že Bůh brzy zasáhne, aby zničil zlo a nastolil svou vládu na Zemi, a že Ježíš i všichni jeho učedníci věřili, že tyto události konce času nastanou během jejich života.
V knize Šifra mistra Leonarda – pravda a smyšlenky (Truth and Fiction in The Da Vinci Code), vydané i česky, Ehrman uveřejnil svůj seznam deseti historických a faktických nepřesností v románu Dana Browna, který byl dříve začleněn do knihy Tajemství kódu od Dana Bursteina.
Další knihou přeloženou do češtiny bylo Ztracené evangelium Jidáše Iškariotského (The Lost Gospel of Judas Iscariot), kde Ehrman nabízí nový, veskrze seriózní pohled na Jidáše, jednoho z Kristových učedníků.
Třetí Ehrmanova kniha v češtině je Petr, Pavel a Marie Magdalena (Peter, Paul, and Mary Magdalene: The Followers of Jesus in History and Legend), kde autor na základě bible i legendárních vyprávění odhaluje, co tyto tři významné osobnosti křesťanství – Petr, Pavel a Marie Magdalena – skutečně vykonaly a co jsou jenom smyšlenky, jimiž je obestřela pozdější staletí.
V knize Misquoting Jesus (Chybně citovaný Ježíš) Ehrman nastiňuje vývoj novozákonních rukopisů a proces a příčinu rukopisných chyb v Novém zákoně.
V knize Jesus, Interrupted (Interupce Ježíše) popisuje pokrok, kterého učenci dosáhli v porozumění Bibli za posledních dvě stě let, a výsledky jejich studia, které jsou široké populací často neznámé. Zdůrazňuje rozmanitost názorů nalezených v Novém zákoně, existenci padělaných knih v Novém zákoně, které byly napsány pod jmény apoštolů křesťanskými spisovateli, kteří žili o desetiletí později, a svou víru, že křesťanské doktríny o trpícím Mesiáši, Ježíšovu božství a Trojici byly pozdějším vynálezem. Změnil také názor na několik otázek, zejména na božství Ježíše v synoptických evangeliích.
V knize Forged (Padělané) Ehrman předpokládá, že některé knihy Nového zákona jsou literární padělky, a ukazuje, jak široce bylo padělání praktikováno ranými křesťanskými spisovateli – a jak bylo ve starověku odsuzováno jako podvodné a nezákonné. Jeho odborná kniha, Forgery and Counterforgery (Padělatelé a protipadělatelé), je pokročilý pohled na praxi padělání v Novém zákoně a raně křesťanské literatuře. Ehrman prosazuje to, aby se falešně připisované neboli pseudopigrafické knihy v Novém zákoně a raně křesťanské literatuře považovaly za „padělek“, zkoumá, proč jsou určitá novozákonní a raně křesťanská díla považována za padělaná, a popisuje širší fenomén pseudepigrafie v řecko-římském světě.
V roce 2012 Ehrman publikoval knihu Did Jesus Exist? (Existoval Ježíš? Historický argument pro Ježíše Nazaretského), kde obhajoval historickou existenci Ježíše Nazaretského na rozdíl od mytické teorie, která tvrdí, že Ježíš byl zcela fiktivní bytost.
V knize  How Jesus Became God (Jak se Ježíš stal Bohem: Povýšení židovského kazatele z Galileje) z roku 2014 zkoumá historického Ježíše, který se podle Ehrmana ani nepovažoval za Boha, ani netvrdil, že je Bohem, a předkládá, jak došlo k tomu, že se o něm začalo uvažovat jako o inkarnaci samotného Boha.
V knize Jesus Before the Gospels (Ježíš před evangeliem) zkoumá ranou křesťanskou ústní tradici a její roli při utváření příběhů o Ježíši, se kterými se setkáváme v Novém zákoně.
V knize Triumph of Christianity (Triumf křesťanství) poznamenává, že z rozmanitosti křesťanství „během prvních čtyř křesťanských století“ se nakonec za vlády římského císaře Konstantina stala dominantní pouze jedna forma křesťanství, vyznávající Nicejské křesťanství.
V knize Heaven and Hell: A History of the Afterlife (Nebe a peklo: Historie posmrtného života) zkoumá historický vývoj konceptů posmrtného života v řecké, židovské a raně křesťanské kultuře a jak se nakonec sblížily do konceptů nebe a pekla uznávaných moderními křesťany.
V roce 2023 vydal knihu Armageddon: What the Bible Really Says about the End (Armagedon: Co Bible skutečně říká o konci), kde zkoumá knihu Zjevení svatého Jana.

### Přijetí
Ehrman byl v roce 2009 příjemcem ceny JW Pope „Spirit of Inquiry“ Teaching Award, v roce 1993 UNC pro vysokoškolské studentské studium, v roce 1994 ceny Phillipa a Ruth Hettlemanových za umělecké a vědecké úspěchy a ceny Bowmana a Gordona Graye za vynikající výuku.
Daniel Wallace chválil Ehrmana jako „jednoho z předních textových kritiků Severní Ameriky“ a popisuje ho jako „jednoho z nejskvělejších a nejkreativnějších textových kritiků, jaké jsem kdy poznal“. Wallace však tvrdí, že v Nesprávném citování Ježíše Ehrman někdy „přehání svůj pohled tím, že předpokládá, že jeho názor je jistě správný“. Wallace například tvrdí, že Ehrman sám uznává, že velká většina textových variant je méně významná, ale kvůli jeho populárnímu psaní a mluvení se někdy zdá, že již jejich pouhý velký počet je velkým problémem pro získání původního textu Nového zákona.
Ehrmanova kniha Nový zákon: Historický úvod do raně křesťanských spisů je široce používána na amerických vysokých školách a univerzitách. Učebnice se drží tradičního výkladu Tomášova evangelia v kontextu křesťanského gnosticismu druhého století, což je názor, který kritizovala Elaine Pagels.
Ehrman se zúčastnil několika debat na téma historické spolehlivosti evangelií. To zahrnuje debatu z roku 2014 s protestantským apologetem Jamesem Whitem a v roce 2022 debatu s římskokatolickým apologetem Jimmym Akinem.
Bart Ehrman rediguje The Bart Ehrman blog, kde všechny členské poplatky za blog jdou přímo do charitativních organizací zabývajících se chudobou, poskytováním léků, jídla, přístřeší, oblečení a další základních potřeb těm, kteří to potřebují. 